# 道 (姓)
道（どう）は、漢姓の一つ。

## 中国の姓
2020年の中華人民共和国の統計では人数順の上位100姓に入っておらず、台湾の2018年の統計では933番目に多い姓で、18人がいる。

## 朝鮮の姓
道（どう、ト、朝: 도）は、朝鮮人の姓の一つである。

### 氏族
1930年度国勢調査の時済州北済州郡翰林邑瓮浦里で道応善の1世帯により、初めて発見された。《増補文献備考》《陶谷叢説》《典故大方》など昔の文献には記述がない。
| 氏族（地域） | 創始者 | 割合 (%) （2000年） |
| ------------ | ------ | ------------------- |
| 固城道氏     |        |                     |

2015年の調査で道氏の35人のうち、14人は星州道氏で、残りの21人の本貫は不明である。

### 人口と割合
1930年度国勢調査の時初めて登場した。
| 年度   | 人口  | 世帯数 | 順位         | 割合 |
| ------ | ----- | ------ | ------------ | ---- |
| 1930年 |       | 1世帯  |              |      |
| 1960年 | 458人 |        | 258姓中152位 |      |
| 1985年 |       | 75世帯 | 274姓中180位 |      |
| 2000年 |       |        |              |      |
| 2015年 | 35人  |        |              |      |